# Carex peliosanthifolia
Carex peliosanthifolia är en halvgräsart som beskrevs av Fa Tsuan Wang, Tang och Pei Chun Qiong Li. Carex peliosanthifolia ingår i släktet starrar, och familjen halvgräs. Inga underarter finns listade i Catalogue of Life.